# سيبريان بوبيسكو
سيبريان بوبيسكو (بالرومانية: Ciprian Popescu)‏ هو لاعب كرة قدم روماني، ولد في 23 مارس 2004 في بوخارست في رومانيا. لعب مع رابيد بوخارست.

## وصلات خارجية
- سيبريان بوبيسكو على موقع قاعدة بيانات كرة القدم.إي يو (الإنجليزية)
- سيبريان بوبيسكو على موقع Soccerway.com (الإنجليزية)